# Илија Делија
Илија Делија је рођен у демирхисарском селу Малом Илину, тада у Османском царству. У Српско турском рату 1876. је учествовао као добровољац у српској војсци а након мира Србије и Турске 1876, ушао је у добровољачке одреде у саставу руске војске. Када је рат 1878. завршен вратио се у родни крај где је 14. октобра 1880. избио устанак познат као Брсјачка буна. Устаници су Илију изабрали за једног од вођа устанка. Након жестоких борби и пошто су Турци репресалијама притисли народ Илија се предао Турцима на бесу са условом да се устаници оставе на миру јер се вођа предао. Илија је наводно привремено спроведен у Битољ где је затворен, убрзо је беса погажена и Илија је пребачен у Солун а затим у Малу Азију где је убрзо умро у заточеништву. О Илији Делији је убрзо испевана песма: Што је врева у горња махала. У песми се о Илијиним устаницима говори као о силним Србима, што поред молби кнезу Милану Обреновићу за присаједињење Србији са потписом Илије и осталих устаника сведочи о српском карактеру устанка.